# Spotorno
Spotorno là một đô thị ở tỉnh Savona ở vùng Liguria của Ý, có khoảng cách khoảng 45 km về phía tây nam của Genoa và khoảng 9 km về phía tây nam của Savona. Tại thời điểm ngày 31 tháng 12 năm 2004, đô thị này có dân số 4.171 người và diện tích là 8,1 km².

Spotorno giáp các đô thị: Bergeggi, Noli, Vado Ligure, và Vezzi Portio.